# Felipe de Heraclea
San Felipe, obispo de Heraclea en Tracia, fue un mártir cristiano del siglo IV por causa de la persecución de Diocleciano.
Felipe, anciano venerable, sufrió el suplicio con dos discípulos suyos San Severo presbítero y San Hermes diácono. Publicada la persecución, muchos aconsejaban al santo obispo que se retirase de la ciudad mas él no salía de la iglesia, instruyendo y animando a los fieles sin cesar. Cerca de la fiesta de la Epifanía, un ministro del gobernador pasó a la iglesia, hizo inventario de cuanto había y puso su sello, especialmente en la puerta, para que no pudiesen abrirla. San Felipe viendo a los fieles afligidos, los consolaba y decía de los perseguidores: esta gente liviana y necia, se imagina que Dios habita mas en las paredes, que en los corazones de los hombres.

## Tribunal de Baso
Se congregaban los fieles junto a la puerta: allí los encontró el gobernador Baso y los hizo comparecer en el tribunal. Preguntó quién era el maestro de los cristianos y San Felipe dijo: yo soy el que buscas. Baso prosiguió: todos sabéis que el emperador prohíbe a los cristianos el juntarse y manda que sacrifiquen o mueran. Entregad pues cuanto tengáis de oro, plata o cosa de valor y todos los escritos que leéis y con que enseñáis: que sino, lo habréis de hacer después de los tormentos. San Felipe le respondió: si gustas de atormentarnos, prontos estamos. Los vasos y joyas de valor, tómalos luego: de este no hacemos caso. Cristo se complace mas en el adorno del corazón, que en el de la Iglesia. En cuanto a las escrituras, ni a ti te está bien pedirlas, ni á mí darlas. Baso hizo también algunas preguntas a San Severo sin poder averiguar nada y entre tanto hacia atormentar terriblemente a San Felipe. San Hermes le decía: si con tu crueldad hallases у cogieses todas nuestras escrituras, de modo que no quedase ninguna entonces nuestros hijos harían otros libros aún mayores y enseñarían con mas celo el temor que se debe a Cristo.
En seguida el gobernador pasó a apoderarse de todas las joyas de la iglesia. Su asesor Publio quería tomar ocultamente algunos vasos: lo reparó San Hermes y procuró impedirlo. Publio le dio una cruel bofetada que le hizo arrojar sangre. Baso reprehendió a Publio y dio orden de que se curase a San Hermes. Para diversión de los infieles y espanto de los cristianos, el gobernador mandó que San Felipe y los que estaban con él cercados de tropa, fuesen llevados a la plaza pública que se quitase el techo a la iglesia y que las escrituras amontonadas se quemasen. Se levantó tan alta llama que todos se 
asombraron y San Felipe tomó de ahí ocasión de hablar de la divina venganza que amenaza a los impíos y hacer memoria de incendios de ídolos y de sus templos: concluyendo que lo mismo que es fuego y castigo para los malos, sirve de prueba y de luz para los buenos. 
Entre tanto compareció en la plaza un sacerdote idólatra con lo necesario para sacrificar y Baso con una multitud de gentes de toda edad y sexo. Algunos se compadecían de los cristianos y otros especialmente los judíos hablaban de ellos con furor. Baso instó a San Felipe á que sacrificase a los dioses bien a los emperadores o a la fortuna de la ciudad, o también a Hércules, de quien había allí una muy bella estatua. El Santo respondió: que a los emperadores les debía obediencia, mas no culto: y que el de los ídolos era cosa muy absurda y detestable. Baso se volvió a San Hermes y viendo que no quería sacrificar, le dijo: ¿si Felipe sacrifica, bien seguirás su ejemplo? De ninguna manera, respondió el Santo, pero no se lo persuadirás. En consecuencia los mandó llevar á la cárcel. Por el camino algunos insolentes a empellones hacían caer al santo viejo, que se levantaba como podía pero con semblante alegre, sin seña de indignación ni de dolor. Entraron en la cárcel cantando salmos en acción de gracias. Pocos días después se les permitió que la casa de un cristiano les sirviese de cárcel: de allí los pasaron a la del teatro, y en una y otra parte podían ir los fieles a visitarlos, y oír sus instrucciones.

## Tribunal de Justino y Adrianópolis
Entre tanto a Baso, bastante benigno con los cristianos y cuya mujer lo era, sucedió Justino. Los santos fueron presentados a su tribunal: San Felipe confesó que era cristiano y obispo y que no quería sacrificar. Y por orden de Justino fue atado por los pies y arrastrado por la ciudad. Los golpes de las piedras destrozaron su cuerpo y después fue llevado a la cárcel en brazos de los fieles. El pueblo enfurecido buscaba a San Severo, que había podido esconderse pero por inspiración del Espíritu Santo, él mismo se presentó. Justino no pudo persuadir ni amedrentar a San Severo, ni a San Hermes, así los mandó ir a la cárcel. Después de siete meses de rigorosa prisión los envió a Adrianópolis quedando con su ausencia muy desconsolados los fieles de Heraclea. Pasó el presidente a Adrianópolis y formado el tribunal en las Termas, les hizo comparecer. Renovó San Felipe su confesión con la misma constancia y Justino le mandó azotar con varas con tanta continuación que llegaron a vérsele las entrañas. San Hermes había sido decurión y por su buen trato todos le querían y compadecían; se mantuvo constante y ambos fueron devueltos a la cárcel.
Tres días después los llamó Justino otra vez a su audiencia pública: los halló constantes y Hermes le hacia ver con tanta eficacia la ceguedad de los idólatras, que Justino irritado le dijo: tú hablas como si pudieras hacerme cristiano. Y el Santo respondió: lo deseo no solo de ti, sino también de todos los circunstantes. Por último Justino dictó esta sentencia. Felipe y Hermes, que despreciando el mandato del emperador romano, se han hecho indignos hasta del nombre de romanos, mandamos que sean quemados vivos para escarmiento de los demás. 

## Martirio
Iban alegres al lugar del martirio y el presbítero San Severo, que había quedado en la cárcel cuando lo supo pidió a Dios la gracia de serles compañero en el martirio ya que lo había sido en la cárcel y en la confesión. Fue martirizado el día siguiente.
Yendo San Felipe al suplicio dijo que Dios le había revelado con certeza su martirio pues en sueños se le había aparecido una paloma muy cándida que le dio a comer un manjar suavísimo con lo que conoció que Dios le juzgaba digno de padecer. Puestos en el lugar del suplicio, los metieron de pies en un hoyo: los cubrieron de tierra hasta las rodillas, con las manos atrás los clavaron en un palo: amontonaron leña alrededor y cuando iban a poner fuego, San Hermes llamó a un cristiano, cuyo nombre era Vologeso y le dijo: por nuestro Señor Jesucristo te pido que de mi parte digas a mi hijo Felipe que devuelva con fidelidad todo lo que yo tenia de otros. Así lo mandan hasta los emperadores de este mundo; y no quiero quedarme con ningún escrúpulo. Lo dijo, porque tenía muchas cosas que otros le habían encargado que se las guardase. Y añadió: dile que él es joven y que es justo que viva de su trabajo como lo ha hecho su padre, que ha procedido bien con todos. 
Dicho esto acabaron de atar a San Hermes, pusieron fuego y los mártires dieron gracias a Dios mientras pudieron hablar. Sus cuerpos fueron hallados enteros: Justino los mandó echar al río mas algunos fieles con redes de pescar los sacaron y los escondieron algo lejos de la ciudad.